# Де-Шалит, Моше
Моше Де-Шалит (22 января 1893, Витебск — 23 ноября 1971, Герцлия) — один из основоположников сионистского движения в России. Почётный гражданин Герцлии (1962).

## Биография
Родился в семье бакалейщика Меера Шаевича Дешалыта и Эльки-Ханы Левин (дочери раввина Моше Ицхака Левина). Получил традиционное еврейское религиозное образование в хедере. До начала Первой мировой войны изучал математику и инженерию в Льеже, в 1915 был переведён для учёбы в Рижский политехникум. В 1917—1920 продолжил учёбу в Москве.
С 1917 принимал участие в сионистском движении на Урале и России. Входил в Центральный комитет Всемирной сионистской организации России. В 1922—1925 был делегатом от Керен ха-Йесод в странах Балтии.
После переезда в 1925 в Эрец-Исраэль продолжал активное участие в сионистском движении. Представлял Россию на 21-м сионистском конгресс в Женеве (1939) и 22-м в Базеле (1946). Кроме того, с 1926 по 1936 возглавлял «American Zion Commonwealth».

Одна из улиц Герцлии носит его имя.

## Семья
- Жена — Ада Рапопорт (1897—1980)
- Сын — Амос Де-Шалит (1926—1969) — израильский физик-теоретик.
- Сын — Меми (Меир) Де-Шалит (1921—2007) — израильский государственный и общественный деятель.
- Дочь — Тамар Де-Шалит — архитектор.
- Дядя — Израиль Исаевич Дешалыт — врач советской партийной школы в Витебске.